# Macronutriënt
Een macronutriënt is een voedingsstof (nutriënt) die in grote hoeveelheden voorkomt en die bovendien energie levert. 
De macronutriënten worden ingedeeld in drie groepen:
- Koolhydraten
- Vetten
- Eiwitten

Bij mensen bestaat voedsel uit een mix van voedingscomponenten, die in grote of kleine hoeveelheden voorkomen. Naast de drie groepen van voedingsstoffen, bevatten de meeste levensmiddelen ook nog veel water. Bij mensen is een micronutriënt een voedingsstof waarvan minder dan een gram per persoon per dag via voedsel wordt opgenomen.